# Empresa de Transportes Colectivos del Estado
La Empresa de Transportes Colectivos del Estado (ETC del E o ETCE), que estuvo activa entre 1953 y 1981, fue la empresa estatal chilena encargada, mediante el cobro de tarifas, de los servicios de transporte colectivo urbanos e interurbanos de pasajeros. Dependía del Ministerio de Economía (1953-1974), posteriormente el Ministerio de Transporte y Telecomunicaciones (1974-1981).

## Antecedentes y desarrollo
La ETCE (creada por el DFL N.º 54 del 2 de mayo de 1953) substituye en sus funciones a la Empresa Nacional de Transportes Colectivos S.A. (ENT). Esta última fue creada por la Ley 8.132 del 17 de julio de 1945. La ETCE aparte de tomar el control de los tranvías de Valparaíso, Viña del Mar y Santiago también se la agregaron rutas de autobuses de estas y otras ciudades.
Los medios de transporte que operaba la ETCE eran autobuses, tranvías y trolebuses, de estos últimos era la única empresa nacional que los usaba. Además en Valparaíso, los funiculares Reina Victoria, Barón y Los Placeres (este último actualmente desaparecido) también estuvieron bajo su administración. Después del golpe militar del 11 de septiembre de 1973 se empieza a reducir el presupuesto y la flota de transporte (tanto en vehículos como trayectos) y a otorgar cada vez más licitaciones de líneas a particulares. El 30 de noviembre de 1981 (Decreto Ley N.º 3.659) la ETCE es disuelta y sus instalaciones son desmanteladas (excepto las de Calle Independencia, en Valparaíso, que albergaron a los trolebuses hasta el año 2002 y desarmado hace algunos años) y la flota de autobuses rematada.
La administración de la ETCE estaba a cargo de un director (director general entre 1953-1960) nombrado por el presidente de la República, con una duración de 6 años, reducido a 3 años en 1960, y estaba asesorado por un Consejo de la Empresa. Como empresa descentralizada estaba organizada en Administraciones Zonales y Locales a cargo de un Jefe y un Administrador respectivamente. Se crearon 4 zonales que fueron Santiago, Valparaíso, Antofagasta y Concepción, estas dos últimas en funcionamiento desde 1957.
Hasta 1979, la ETCE era un componente más del transporte público urbano el cual estaba regulado por el Ministerio de Economía (Subsecretaria de Transporte) y posteriormente el Ministerio de Transporte y Telecomunicaciones. Las principales herramientas que tenía era la regulación de la tarifa de los servicios, definición de recorridos, así como otorgar permisos y concesiones para operadores privados. Por tanto la ETCE operaba en conjunto con privados, si bien modificaciones legales posteriores (1960) le dieron la posibilidad de asumir total o parcialmente las rutas y servicios de los particulares en casos de necesidad pública.

## Tranvías
El 15 de septiembre de 1945 es expropiado el servicio de tranvías eléctricos de Santiago, Valparaíso y Viña del Mar que era operado por la Compañía de Tracción Eléctrica, propiedad de la Compañía Chilena de Electricidad (Chilectra), y la Compañía de Electricidad de Valparaíso (CEV) por lo que la ENT —y posteriormente la ETCE— asume la continuidad del servicio, y se decide su reemplazado por trolebuses. El servicio de tranvías fue descontinuado en Viña del Mar en 1947 y en Valparaíso en 1952. En 1955 los tranvías ya no circulaban por la Alameda, y el 21 de febrero de 1959 corre el último tranvía de la ETCE en Santiago, mientras que en noviembre de 1964 desaparece el último tranvía privado, el Ferrocarril Eléctrico Santiago Oeste de la calle San Pablo. Al momento de la expropiación Chilectra operaba 488 tranvías.

## Trolebuses
En Chile también se les denominaban como "troles" y corresponde a una iniciativa de la empresa de reemplazar los trayectos de tranvía por trolebuses.
La ENT decide reemplazar los tranvías con vehículos de neumático ordenando 100 trolebuses tipo 800 a la Pullman Standard Company. El servicio de trolebuses de Santiago se inaugura en octubre de 1947 y en julio de 1950 se inicia un nuevo servicio por la Alameda. Para Valparaíso el servicio inicia sus recorridos en diciembre de 1952, con 30 trolebuses Pullman Standard Numerados 701 - 730, siguiendo con Viña del Mar (1959-1965). Para este último servicio, fueron enviados desde Santiago 40 trolebuses Pullman Standard 800 (800-839) en 1954. La primera línea de trolebuses que unió Valparaíso y Viña del Mar fue inaugurada el 8 de diciembre de 1959. Partía de la Plaza Aduana en Valparaíso y por calle Quillota llegaba hasta 15 Norte. La segunda línea entre ambas ciudades se inauguró el 29 de diciembre de 1960, abarcando hasta el barrio de Chorrillos. Estas líneas se mantuvieron hasta 1965, con la llegada de 70 buses Pegaso 5022 (los únicos vehículos de la ETCE carrozados en Chile) que reemplazaron a los trolebuses y también a los 10 buses Mitsubishi que llegaron de Santiago junto con los trolebuses PS 800, que debido al cierre del servicio de esta última ciudad en 1965, retornaron a Santiago.
Después del golpe militar de 1973 el servicio de Santiago se fue reduciendo y fue reemplazado con buses para ser descontinuado definitivamente en enero de 1979, siendo trasladados los restantes vehículos a Valparaíso, traslado que se hizo entre los años 1974 y 1979. Así la ETCE solo administraba las líneas de trolebuses de Valparaíso. Al ser disuelta la ETCE por el régimen militar en 1981 el servicio de Trolebuses de Valparaíso fue asumido por la empresa privada, Empresa de Transportes Colectivos Eléctricos S.A., en 1982. Esta empresa en un principio estaba administrada por uno de los últimos jefes zonales de la ETCE en Valparaíso, Mario Ross H.
La flota estaba compuesta por 100 vehículos Pullman Standard tipo 800 (1946–1948) y 100 Vétra (Société des Véhicules et Tracteurs Electriques) (1952) en Santiago y 30 Pullman Standard serie 700 (1952) en Valparaíso.

## Buses
La primera importación de buses para la ENT y posterior ETCE corresponde a 1946. Los modelos usados, con su año de importación, fueron:
- Fageol Twin Coach 30-G (1947)
- White Scout, carrozado por Carpenter (1947)
- REO Coach 1945 (100 unidades, 1947)[3]
- Leyland Royal Tiger PSU (20 unidades, 1952)[3]
- Berliet PLR 10 (100 unidades, arribadas a Chile entre febrero y septiembre de 1953)[3]
- OM Super Taurus Shuttle Bus (1957)
- Mitsubishi Fuso R32 (presentados oficialmente el 13 de enero de 1956 y una segunda partida recibida el 25 de octubre de 1957)[4][5]
- Pegaso 5022-IV, carrozados por Franklin
- Pegaso 5022-V, 5022-C y Pegaso Comet 5065B, carrozados por Hugas y Castro Caride (los primeros buses arribaron a Chile el 26 de julio de 1965,[6] llegando nuevas partidas en agosto de 1967 y 1971)[7]
- Mercedes Benz Monobloco O 362: los primeros 40 buses llegaron a Santiago el 21 de abril de 1972.[8]

## Línea de buses
Gran Santiago 
| Línea        | Recorrido                          |
| ------------ | ---------------------------------- |
| 1            | Einstein - Plaza Egaña             |
| 2            | Villa Portales - Plaza Egaña       |
| 3            | Einstein - La Reina                |
| 4 (trolebús) | Einstein - Plaza Egaña             |
| 5            | Villa Portales - Plaza Zañartu     |
| 6            | Villa Portales - La Reina          |
| 7            | Palena - Las Rejas                 |
| 8            | Mapocho - Lo Hermida               |
| 9            | Peñalolén - Villa Portales         |
| 10           | Mapocho - Lo Curro                 |
| 12           | Puente Alto - Lo Arcaya            |
| 13           | Mapocho - Goycolea                 |
| 14           | Juan Antonio Ríos - Macul          |
| 15           | Túnel Lo Prado - Mapocho           |
| 17           | Emiliano Zapata - El Montijo       |
| 18           | Maipú - Santiago Centro            |
| 19           | Los Sauces - Mapocho               |
| 20           | La Pintana - Santiago Centro       |
| 21           | Pedro Donoso - Terminal Trolebuses |
| 23           | Lomas de Macul - Alameda           |

Gran Valparaíso
| Línea         | Recorrido                     |
| ------------- | ----------------------------- |
| 50 (trolebús) | Barón - Colón - Aduana        |
| 51            | Gómez Careño - U. Playa Ancha |
| 52            | Miraflores - U. Playa Ancha   |
| 53            | Viña del Mar - U. Playa Ancha |
| 54            | Gómez Carreño - Viña Centro   |
| 55            | Santa Inés - Viña Centro      |
| 56            | Achupallas - Viña Centro      |
| 57            | Miraflores - Viña Centro      |
| 58            | Villa Dulce - Casino          |
| 59            | Reñaca Alto - Viña Centro     |
| 60            | Canal Beagle - Casino         |
| 61            | Canal Chacao - Casino         |
| 62            | Peñablanca - U. Playa Ancha   |